# Sestino
Sestino – miejscowość i gmina we Włoszech, w regionie Toskania, w prowincji Arezzo.
Według danych na styczeń 2009 gminę zamieszkiwało 1485 osób przy gęstości zaludnienia 18,5 os./km².